# Classe João Coutinho
Les corvettes de la classe João Coutinho sont une série de corvettes construites pour la marine portugaise afin de servir dans les colonies africaines du Portugal. Les corvettes ont été conçues au Portugal par l'ingénieur Rogério de Oliveira, mais le besoin urgent de leurs services pendant la guerre coloniale portugaise a nécessité le besoin d'une construction à l'étranger par le chantier Blohm und Voss. Six navires ont été construits; les trois premiers navires ont été construits par Blohm + Voss et les trois autres par Empresa Nacional Bazán. Les navires ont été mis à l'eau en 1970 et 1971,.
De 1970 jusqu'à la fin du conflit en 1975, les corvettes ont été utilisées pour des missions de patrouille et d'appui-feu en Angola, au Mozambique, en Guinée et au Cap-Vert. Après l'indépendance des colonies africaines, les corvettes ont été affectées à des tâches de patrouille dans les eaux territoriales portugaises,.
La classe João Coutinho a servi de base à plusieurs autres créations: corvettes de classe Baptista de Andrade (Portugal), corvettes de classe Descubierta (Espagne, Égypte et Maroc), MEKO 140 (Argentine) et la classe D'Estienne d'Orves (A-69) avisos (France, Argentine et Turquie).

## Disposition
Le 13 juillet 2016, le PNR Général Pereira D'Eça a été coulé au large de Madère pour servir de récif artificiel Les PNR Augusto de Castilho et Honório Barreto ont été achetés par une entreprise métallurgique, RAPLUS, en vue de leur mise au rebut en 2011.

## Navires
| Numéro de fanion | prénom                    | Constructeur | Commandé | Statut actuel                                   |
| ---------------- | ------------------------- | ------------ | -------- | ----------------------------------------------- |
| F471             | PNR António Enes          | Bazán        | 1971     | Mise hors service prévue en 2022.               |
| F475             | PNR João Coutinho         | Blohm + Voss | 1970     | Mise hors service en 2015.                      |
| F476             | PNR Jacinto Cândido       | Blohm + Voss | 1970     | Mise hors service en 2018.                      |
| F477             | PNR Général Pereira D'Eça | Blohm + Voss | 1970     | Mise hors service, coulé comme récif artificiel |
| F484             | PNR Augusto de Castilho   | Bazán        | 1970     | Mise hors service, mise au rebut                |
| F485             | PNR Honório Barreto       | Bazán        | 1970     | Mise hors service, mise au rebut                |